# Chironomus nigrocaudata
Chironomus nigrocaudata är en tvåvingeart som beskrevs av Erbaeva 1968. Chironomus nigrocaudata ingår i släktet Chironomus och familjen fjädermyggor. Inga underarter finns listade i Catalogue of Life.